# Eleição municipal de Duque de Caxias em 2004
A eleição municipal da cidade brasileira de Duque de Caxias em 2004 ocorreu nos dias 3 de outubro (1° turno) e 31 de outubro (2° turno) para eleger um prefeito, um vice-prefeito e 21 vereadores para a administração da cidade. O prefeito e o vice-prefeito eleitos assumiram os cargos no dia 1 de janeiro de 2005 e seus mandatos terminaram no dia 31 de dezembro de 2008. Nenhum candidato à prefeitura atingiu maioria absoluta dos votos válidos, por isso, houve um segundo turno, onde o então deputado estadual Washington Reis, candidato do PMDB, foi eleito, com 51,91% dos votos válidos, derrotando o então vereador e ex-presidente da Câmara Municipal Laury Villar, candidato do PDT, que obteve 41,09% dos votos. A vitória de Reis reconduziu o partido ao Paço Municipal após 34 anos. Dentre os 21 vereadores eleitos, Fernando Figueiredo, do PSC, foi o candidato mais votado, ao obter 8.982 votos.

## Transmissão
A veiculação da propaganda eleitoral gratuita, em bloco e inserções na televisão, foi ao ar entre 17 de agosto e 30 de setembro pela Record Rio.

## Lista de candidaturas e coligações
Coligação é o nome que se dá à união de dois ou mais partidos políticos que apresentam conjuntamente seus candidatos para determinada eleição. As coligações podem ser formadas para eleições majoritárias (escolha de prefeitos, governadores, senadores e presidente da república), proporcionais (vereadores, deputados estaduais, distritais e federais) ou ambas. Nas eleições majoritárias, a coligação é responsável por definir o tempo do horário eleitoral gratuito de cada candidato, já que o tamanho da bancada parlamentar na Câmara dos Deputados é utilizado como base do cálculo. Quanto mais deputados uma coligação tiver, maior o seu tempo na televisão.
| Candidatos à prefeito | Candidatos à prefeito    | Candidatos à vice               | Número Eleitoral | Coligação                                                      |
| --------------------- | ------------------------ | ------------------------------- | ---------------- | -------------------------------------------------------------- |
|                       | Alexandre Cardoso (PSB)  | Professora Edinha Maia (PT)     | 40               | Frente Melhor Pra Caxias PSB, PT, PCdoB, PCB e PRONA           |
|                       | Cláudio Calheiros (PRP)  | Márcio do Sindicato Rural (PRP) | 44               | Partido Não Coligado                                           |
|                       | Dica (PFL)               | Professora Marise (PFL)         | 25               | Caxias Para Todos PFL, PTB e PRTB                              |
|                       | Dr. Edson Lourival (PCO) | Antônio Luiz (PCO)              | 29               | Partido não coligado                                           |
|                       | Florinda Lombardi (PSTU) | Pisco (PSTU)                    | 16               | Partido Não Coligado                                           |
|                       | Laury Villar (PDT)       | Pastor Lourival (PSDB)          | 12               | União Pelo Trabalho PDT, PSDB, PV, PTdoB, PAN, PP e PTN        |
|                       | Washington Reis (PMDB)   | Gilberto Silva (PPS)            | 15               | Caxias Quer Mais PMDB, PPS, PSC, PMN, PSL, PHS, PL, PTC e PSDC |

## Resultados
Fontes:

### Prefeito
| Candidato(a)             | Vice                            | 1º turno | 1º turno    | 2º turno         | 2º turno         |
| Candidato(a)             | Vice                            | Total    | Percentagem | Total            | Percentagem      |
| ------------------------ | ------------------------------- | -------- | ----------- | ---------------- | ---------------- |
| Washington Reis (PMDB)   | Gilberto Silva (PPS)            | 191.398  | 45,20%      | 220.798          | 51,91%           |
| Laury Villar (PDT)       | Pastor Lourival (PSDB)          | 176.179  | 41,61%      | 204.570          | 48,09%           |
| Dica (PFL)               | Professora Marise (PFL)         | 40.129   | 9,48%       | Não participaram | Não participaram |
| Alexandre Cardoso (PSB)  | Professora Edinha Maia (PT)     | 14.014   | 3,31%       | Não participaram | Não participaram |
| Florinda Lombardi (PSTU) | Pisico (PSTU)                   | 989      | 0,23%       | Não participaram | Não participaram |
| Cláudio Calheiros (PRP)  | Márcio do Sindicato Rural (PRP) | 518      | 0,12%       | Não participaram | Não participaram |
| Dr. Edson Lourival (PCO) | Antônio Luiz (PCO)              | 218      | 0,05%       | Não participaram | Não participaram |
| Total de votos válidos   | Total de votos válidos          | 423.445  | 93,24%      | 447.553          | 96,47%           |
| → Votos em branco        | → Votos em branco               | 8.867    | 1,95%       | 4.077            | 0,91%            |
| → Votos nulos            | → Votos nulos                   | 21.842   | 4,81%       | 11.830           | 2,64%            |
| Total                    | Total                           | 454.154  | 85,88%      | 441.275          | 83,44%           |
| Abstenções               | Abstenções                      | 74.685   | 14,12%      | 87.564           | 16,56%           |
| Total de inscritos       | Total de inscritos              | 528.839  | 100%        | 528.839          | 100%             |

### Vereadores eleitos
| Candidato(a) | Candidato(a)        | Partido | Votos |
| ------------ | ------------------- | ------- | ----- |
|              | Fernando Figueiredo | PSC     | 8.982 |
|              | Samuquinha          | PMDB    | 7.527 |
|              | Chiquinho Grandão   | PDT     | 7.511 |
|              | Tião Do Taxi        | PSDB    | 6.878 |
|              | Júnior Reis         | PMDB    | 6.645 |
|              | Chiquinho Caipira   | PFL     | 6.446 |
|              | Quiel do Canarinho  | PDT     | 5.519 |
|              | Vaguinho            | PDT     | 5.451 |
|              | Quinzé              | PP      | 5.105 |
|              | Orlando Silva       | PPS     | 5.015 |
|              | Carlos de Jesus     | PMDB    | 4.930 |
|              | Nivan Almeida       | PDT     | 4.795 |
|              | Mazinho             | PMDB    | 4.577 |
|              | Cidinho             | PSDB    | 4.466 |
|              | Ito                 | PSDC    | 4.378 |
|              | Gaete               | PFL     | 4.079 |
|              | Leide               | PL      | 4.005 |
|              | Chico Borracheiro   | PV      | 3.942 |
|              | Almir Martins       | PV      | 3.791 |
|              | Leide               | PSL     | 3.524 |
|              | Zé do Cloro         | PHS     | 3.075 |